# Little Baby Bum
Little Baby Bum (hay LBB, LittleBabyBum) là một loạt các chương trình dành cho trẻ em trên toàn thế giới ra mắt từ tháng 8 năm 2011. Từ năm 2018, Little Baby Bum được công ty truyền thông Moonbug mua lại và quản lý. Ngoài tiếng Anh là ngôn ngữ chính, Little Baby Bum còn phát hành sản phẩm bằng các thứ tiếng khác như Brasil, Nga, Đức, Tây Ban Nha, Pháp, Nhật Bản, Trung Quốc, Việt...

## Lịch sử
Little Baby Bum do hai vợ chồng người nước Anh - Derek Holder và Cannis Holder lập ra. Ngày 29 tháng 8 năm 2011, ra mắt video đầu tiên với tên gọi Twinkle Twinkle Litlle Star. Video thứ hai là video Baa Baa Black Sheep sau 4 tháng thực hiện đã ra mắt vào 30 tháng 12 năm 2011.
Năm 2014, Little Baby Bum được công ty OpenSlate xếp hạng kênh YouTube kiếm nhiều tiền thứ 4 với 3,46 triệu đô la Mỹ.
Ngày 3 tháng 6 năm 2016, ra mắt sản phẩm LBB Junior, đến năm 2018 thì đổi tên thành LBB TV.
Tháng 6 năm 2018, Little Baby Bum dự định sẽ tổ chức các live show trên khắp nước Anh. Tháng 9 năm 2018, Little Baby Bum được công ty truyền thông Moonbug mua lại khi đã có hơn 16 triệu tài khoản đăng ký cùng 23 tỷ lượt xem trên Netflix, Amazon và YouTube. Không lâu sau, LBB TV cũng bị chuyển thành một kênh của Moonbug. Năm 2020, Little Baby Bum có mặt tại Trung Quốc.

## Kỷ lục
Video Wheels On The Bus | Plus Lots More Nursery Rhymes | 54 Minutes Compilation dài 54 phút của Little Baby Bum ra mắt năm 2014 đến nay đã đạt 2,4 tỷ lượt xem trên YouTube, trở thành một trong những video được xem nhiều nhất YouTube. Đây cũng là video không liên quan đến âm nhạc đầu tiên có trên 1 tỷ lượt xem. Bên cạnh đó, loạt chuơng trình Wheels On The Bus cũng được công nhận là chuơng trình video giáo dục tốt nhất bởi Sách kỷ lục Guinness vào năm 2017.

## Thương mại
LittleBabyBum đã ký thỏa thuận cấp phép để phát hành đồ chơi sang trọng của nhân vật chính, trích từ các vần tiếng Anh truyền thống, như Incy Wincy Spider hay Baa Baa Black Sheep. Hợp đồng này đã được ký kết với Commonwealth Toy, một công ty tương tự sản xuất các phiên bản cao cấp của Angry Birds, đồng thời phân phối các sản phẩm Care Bears và SpongeBob. Đây là lần đầu tiên một kênh YouTube dành cho trẻ em chuyển sang sản xuất đồ chơi thể chất.
Đồ chơi đầu tiên được phát hành vào ngày 18 tháng 5 năm 2016.
Parragon Books đã ký một thỏa thuận đa sách với ngày phát hành ban đầu vào cuối năm 2016.